# ラッキー・ルチアーノ

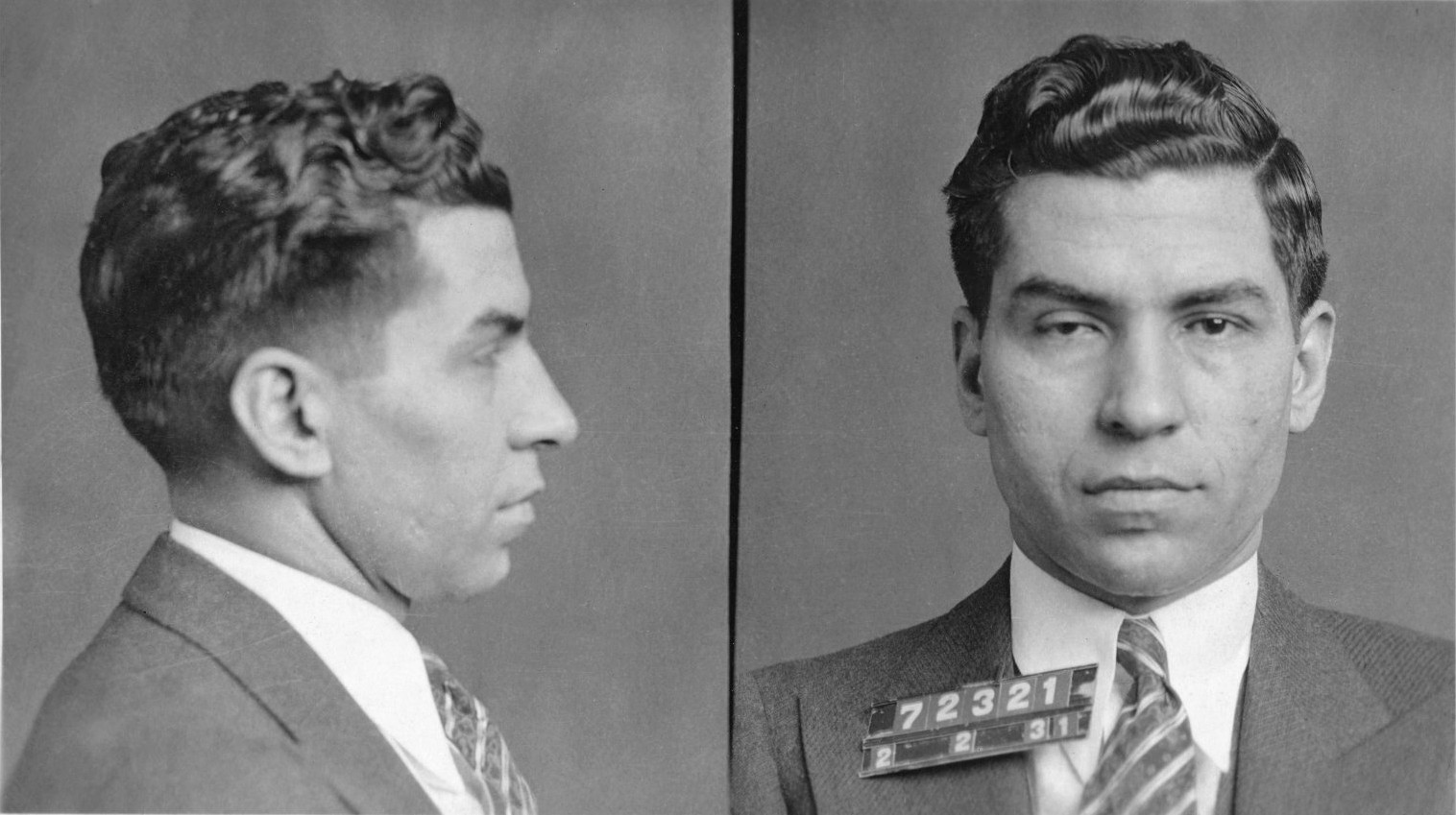
ニューヨーク市警察でのマグショット。(1931年2月2日)

“ラッキー”チャールズ・ルチアーノ（英語: Charles "Lucky" Luciano）ことサルヴァトーレ・ルカーニア（イタリア語: Salvatore Lucania、1897年11月24日 - 1962年1月26日）は、アメリカ合衆国のマフィア。イタリア系犯罪組織のコーサ・ノストラの最高幹部・組織改革者で、犯罪シンジケートの立案者。マフィアの古い仕来たりを止めてビジネスとして組織し、人種にこだわらずにアメリカにあるような合理性を追求して勢力を拡大した。イタリアへ追放されてからは麻薬コネクションを形成し、暗黒街を大いに富ませた。

## 来歴

### 前半生
1897年11月24日にイタリア王国のレルカラ・フリッディ村の貧しい家庭に、硫黄鉱山で働く労働者の父のアントニオと母のロザリアの間に次男として誕生する。ここはシチリア島・パレルモ近くの町であり、食べていくのが精一杯の貧しい家庭だった。そのため家族でアメリカに移民することを決めた。サルヴァトーレ自身はシチリアではまともな教育を受けることも満足に食べることもなく成長した。
1906年11月に、彼は両親と4人の兄・妹とニューヨークに移住した。アメリカではシチリアの年収が1日で稼げると聞いていた。しかし実際にはアントニオはまともな仕事にありつくこともできず、日雇いの労働者となって家族を養っていかねばならなかったので、家族が描いたアメリカンドリームは崩れたのだった。ロワー・イースト・サイドの悪夢のようなスラム街で少年時代を過ごし、この時のことをルチアーノは人生最悪の経験と語っている。そうした環境の中で犯罪の世界に足を踏み入れていった。最初に警察沙汰になったのは1907年に万引きで検挙された時である。
少年時代にファイブ・ポインツ・ギャングに身を投じた。のちにシカゴのボスになるアル・カポネと出会ったのはこの頃である。その後カポネがシカゴへ行くときには餞別も渡している。生涯を通じて重要なパートナーとなるマイヤー・ランスキーとの出会いもこの頃のことである。ルチアーノが小遣い稼ぎでユダヤ人の用心棒をやっていた時に、ルチアーノはランスキーに「アイルランドの連中から守ってやるから、金を払いな」と言った。すると頭1つ分小さいランスキーは、「用心棒？そんな者くそくらえ！」と言い、ルチアーノをにらんだ。体格差に屈しないランスキーの度胸にルチアーノは驚いたという。このときから2人は生涯通じての友人になった。2人のことを良く知るベンジャミン・シーゲルは、彼ら2人にはまるで恋人のような強い絆があったと語っている。さらにその後ジョー・アドニス、ヴィト・ジェノヴェーゼ、フランク・コステロらのイタリア系犯罪者や、ベンジャミン・シーゲル、ダッチ・シュルツ、ルイス・バカルターら他国系移民の犯罪者とも親交を持つ。
その後麻薬ビジネス・売春業などで儲けるようになると、世界屈指の一流ホテルであるウォルドルフ＝アストリアの豪華なスイートルームにチャールズ・ローズなる偽名で住んだ。若い頃の彼は洒落た格好をしたニューヨークのプレイボーイで、常に美女軍団を連れてストーク・クラブで大盤振る舞いをしていた。
1923年9月14日にニューヨークで行なわれたボクシングの試合（ジャック・デンプシー対ルイス・アンジェロ・フィルポ）を見に行ったとき、ルチアーノが賄賂を贈っている政治家・裁判官・警察関係者たちは、会場でルチアーノを見かけると次から次と握手を求めてきた。この時ルチアーノは権力のすごさを実感したという。1928年頃になると、各地の組織と協力しないと今後は生き残っていけないと考え、シカゴを引退していたジョニー・トーリオたちと「ザ・セブン・グループ」という、穏やかな同盟関係を構成する。翌1929年5月にはニュージャージー州アトランティックシティのプレジデント・ホテルで、全国から集まった若手ギャングスターと会議を開く。この会議でファミリー間の地位は大きさに関係無く同等というその後のコミッション制が考えられた。
10代の頃より商才を発揮し、イタリア人同士の対立にはできる限り関与せず、友人達と中立の立場にいた。しかし1920年後半にジョー・マッセリアとサルヴァトーレ・マランツァーノの間のカステランマレーゼ戦争が本格化すると、どちらかに付かざるを得ない状況になってきた。まずマランツァーノが一家に誘ってくるが断る。その理由は「一緒に組んでも良いが、ランスキーたちシチリア人でない人間を組織からはずせ」という条件にあった。申し出を断ったことにより、ルチアーノはマランツァーノ一家から暴行を受け、顔に傷跡が残るほどの重傷を負う。その後マッセリアと協定を結ぶ。しかし、この頃ルチアーノは武力で相手を押さえつけるマッセリアのやり方には何のメリットもないと感じており、シチリア人だけにこだわるマランツァーノの組織は時代遅れだと思っていた。そのため彼ら旧時代のボスたちの時代を終わらせようと考えていた。
カステランマレーゼ戦争はマッセリアの勢力が大きかったが、徐々にマッセリアの形勢が不利になってくると、最後にはマランツァーノ側につきマッセリアの暗殺に加担する。1931年4月15日午後にコニーアイランドのイタリアン・レストラン「スカルパート」でルチアーノはマッセリアを食事に誘い、食後カードゲームを始めてしばらくするとトイレに行くため席を立った。その間に4人の殺し屋が入って来てマッセリアを射殺した。警察にトイレの時間が長かったことを聞かれたルチアーノは、「俺は一度始まると、なかなか終わらないたちでね」と長小便の習慣があると言い、悪びれた様子は無かったという。その後、1931年5月にニューヨークの大ボスとなったマランツァーノやジョゼフ・ボナンノらと、シカゴで行われたギャングスターの会議に出席する。この時のアル・カポネのことを「逮捕が近かったせいか気が気ではなく顔が真っ青だった」と回想している。
その後、「シチリア人だけの組織」に固執したマランツァーノも暗殺する。マランツァーノも危険分子であるルチアーノを消そうと企んでいたが、ルチアーノはその事を内部情報で知っており、先手を打ったのである。その後48時間以内に全米に残った口髭ピートと呼ばれる旧時代のボスたちを殺すか強制的に引退させた。これがシチリアの晩祷の夜といわれる事件である。しかし、ルチアーノによればそんな大量虐殺の事実は一切無いと言い、警察の記録でもほんの数人のギャングが殺害されただけということになっている。
ルチアーノは組織力に優れ、マランツァーノが考えたニューヨークの縄張りの五大ファミリーへの固定化を実行し、他にも各地のイタリア系犯罪組織の統合を目指した。また犯罪集団にとって互いに争いを無くして目立たず潜在化することが利益に繋がることを説いて、他国系移民の犯罪組織とも協力して犯罪シンジケートの構築と運営の合議制化・制裁機関の設置などを考案した。それまで血縁関係・古い仕来たりに従って動いていたマフィアをアメリカナイズされた近代的なビジネス組織へと作り変えていった。彼自身もボス同士の互いの公平な立場を強調して、トップの地位を目指さないようにし信用を集めている。
ルチアーノは勢力拡大のため、政治家とのつながりを強めようとしてニューヨークの民主党代表のアルバート・マルティネッリと親交を持ち、1932年の選挙の際、民主党に多額の選挙資金を送った。この頃には自分の数多くの事業が年に20億ドルになると見積もっており、憧れだったニューヨークの最高級ホテルであるウォルドルフ＝アストリアに偽名の「チャールズ・ロス」で入居して高価なスーツとフェドーラ帽とカシミアのコートなどを着て衆目を集めて住人のフランク・シナトラらセレブリティと交友関係を持った。

1936年に野心家のトーマス・デューイ検事は、ルチアーノを「公共の敵ナンバーワン」と名指しし厳しく追及した。そのためルチアーノは当時引退したギャングが集まる街だったアーカンソー州ホットスプリングスに身を隠した。このとき、古くからの友人のオウニー・マドゥンに生活の面倒を見てもらう。しかし4月1日にカジノで遊んでいたところ逮捕される。マドゥンが用意した優秀な弁護士を雇い5千ドルですぐに釈放されるが、デューイ側はすぐに再逮捕しニューヨークに連行された。ルチアーノ側はアーカンソー州のカール・E・ベイリー司法長官に5万ドルの賄賂を交換に釈放を求めたが断られた。
裁判では殺人・酒の密造・密売・労働組合の恐喝・みかじめの取立てなどの数多くの容疑がかけられた。しかし有罪になったのは彼が犯さなかった数少ない犯罪の1つである強制売春で、売春事件としては異例の禁固30～50年の刑を宣告された。このときの裁判で検察側が出頭させた証人の多くは、当局の指示に従わないと逮捕すると脅迫を受けた売春婦たちで、ルチアーノに対して不利な証言をさせていた。そこまでしてもデューイ側はなんとしてもルチアーノを投獄させたかったという。ルチアーノは「私は多くの不法行為に関与したが強制売春だけはやっていない」と無実を主張したが、その後10年近く刑務所で暮らすことになる。ギャングが監視体制の厳しさからシベリアと恐れていたダンネモーラ刑務所に送られた。投獄されるがその権勢は衰えず、刑務所内から面会に来たマイヤー・ランスキーやフランク・コステロたちを使い、組織犯罪の指揮をとり続けた。刑務所の中でも大きな権威を持っていた。刑務所ではラジオを置く・新聞を取る・労働はせずに快適に暮らしていた。

しかし、服役中に起こった1941年12月の、第二次世界大戦へのアメリカ参戦により転機が訪れる。アメリカ参戦が始まると東海岸一帯、特にニューヨークの港はドイツによるUボートの攻撃や諸々の破壊活動と思われる攻撃を受けてると思われていた。
当時フルトンフィッシュマーケットのようなニューヨークの港は余所者が紛れ込むのに都合のいい場所と見られており、なおかつルチアーノのマフィア組織の支配下となっていたので、警察や軍の関係者が行くと身構えられてしまっていた。東西海岸一帯の埠頭や繁華街での日本やドイツ、イタリアの諜報活動に対するために、アメリカ海軍はマフィア組織との協力が必要だった。こうして通称「暗黒街計画」が始まる。
ルチアーノ自身は、特にドイツやイタリアの東海岸一帯における陰謀を利用して、アメリカ市民の不安をあおれば刑務所から出られると考え、アメリカ海軍に協力し、特に東海岸やメキシコ湾一帯の波止場でのスパイ監視活動やシチリア上陸作戦の情報提供を指示する。マイヤー・ランスキーらを刑務所に呼び、波止場における自分たちの支配力を行使するよう命じた。
海軍情報部のため活動していた、ニューヨーク地方検事のフランク・ホーガンは協力を頼み、ルチアーノは取引をし、まずダンネモーラ刑務所からニューヨークに近いグリーンヘヴン刑務所へ移してもらい、さらに第二次世界大戦にアメリカが参戦した半年後の1942年5月にはグレート・メドウブ刑務所に移送される。

### 後半生
1943年にアメリカ軍を含む連合軍がイタリアのシチリア上陸計画（その後「ハスキー作戦」と呼ばれることになる）を計画した際には、ジョー・ランザからの推薦もあり、チャールズ・ハッフェンデン（Charles Haffenden）海軍少佐が刑務所にいるルチアーノに協力を要請した。ルチアーノはこれを承諾したが、「刑期を短縮させる努力をする」というのが交換条件だった。ルチアーノは、シチリア・マフィアのボスに連合軍への協力を依頼しボスは全面協力したが、この作戦は「オペレーション・ハスキー」と呼ばれた。
しかしルチアーノは幼児期にアメリカに渡ってきたので、シチリアへのコンタクトは少なかった。そのためシチリア島のマフィアとのコンタクトを持っているヴィンセント・マンガーノ、ジョセフ・プロファチ、ジョゼフ・ボナンノらにも協力してもらい、シシリー・マフィアの大ボスであるカロジェロ・ヴィッツィーニの協力を得た。ベニート・ムッソリーニはマフィアを弾圧していたので、彼らの利害関係が一致していた。　
なお「ハスキー作戦」が実行された7月10日以降にシチリア南岸に上陸したジョージ・パットン率いるアメリカ軍が、上陸後わずか7日でパレルモに進撃した事件に関して、侵攻初期の段階で、ニューヨークの刑務所に収監されていたはずのルチアーノがシチリア島で目撃されていたという噂があるが、識者の間でも議論が分かれる。このことについてトンマーゾ・ブシェッタは、「ルチアーノは上陸作戦を助けるためにアメリカ軍部隊の上陸よりも先にやって来て、それから1度アメリカに帰り、後に公式にイタリアに送られた」と告白している。だがこの点は今となっては確認は難しい。
ドイツが降伏してヨーロッパ戦線が終結した直後の1945年5月7日に恩赦を求める嘆願書をニューヨーク州知事となったかつての宿敵であるデューイ元検事に提出し、政府は大戦中の功績を認めて恩赦を許可した。しかし、アメリカ市民権を持たないのでイタリアへ強制送還される。これは上記の「ハスキー作戦」への協力の見返りに当初から密約済だったという説や、裏でデューイに多額の政治資金を送ったという説もある。
同年8月には第二次世界大戦が終結し、1946年2月にニューヨーク港を出発した。船内では豪華なパーティーでルチアーノの送別会が行なわれた。参加者はマイヤー・ランスキー、ベンジャミン・シーゲル、フランク・コステロ、ジョゼフ・ボナンノ、オウニー・マドゥン、カルロ・ガンビーノ、アルバート・アナスタシアらマフィアの大物多数であった。この時港には多くのマスコミ関係者がルチアーノを取材しようと詰め掛けていたが、アナスタシア兄弟の指示を受けて、彼らの前には荷揚げ用のフックで武装した港湾労働者が立ちはだかり、ジャーナリストたちは一歩も進むことは出来ず、取材はできなかった。なおこのときルチアーノは「すぐにアメリカに戻れる」ものだと思っていた。

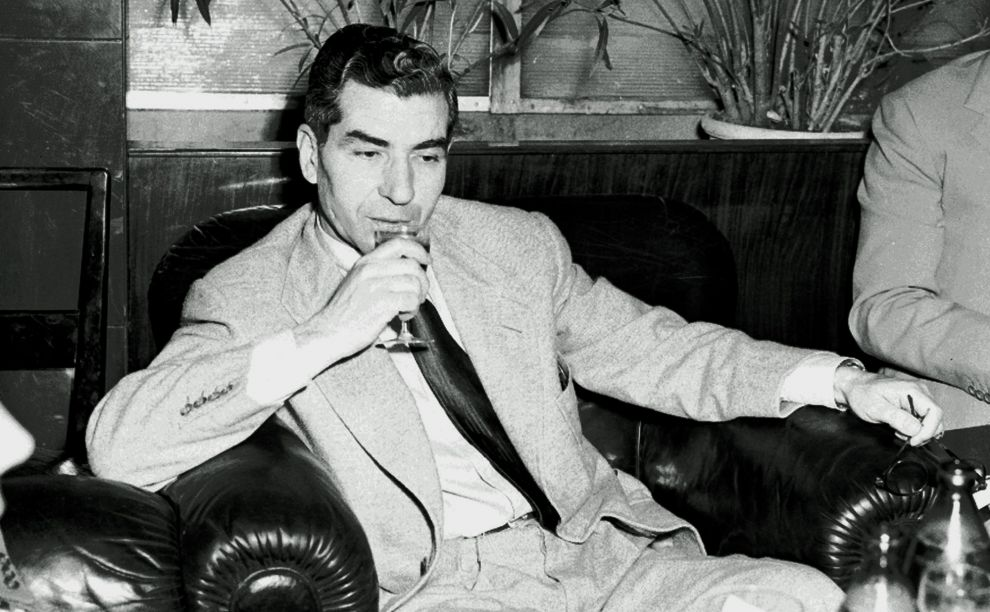
1948年6月11日

イタリアへ「強制送還」されると生まれ故郷のレルカラ・フリッディに帰るが、田舎の環境が気に入らずイタリア南部のナポリで生活をする。その後1度はキューバに落ち着き、1946年12月にマフィアの全国委員会「ハバナ会議」（重要な議題はベンジャミン・シーゲルの処遇、麻薬取引）がキューバで開かれ議長を務めた。しかし、独裁者のフルヘンシオ・バティスタの息子もしくは孫と上手くいかず、さらにキューバ政府に影響力を持つアメリカ政府がキューバ政府に圧力をかけたため、1年後にはイタリアへ戻ることになる。
最初はパレルモに住み、その後再度ナポリに移ってスカラ座のバレリーナのイゲア・リッソーニを愛人にし、彼女と共に競馬場や高級レストランに毎日のように通い優雅な生活を送る。よくマスコミを自宅に招きもてなしていたという。表の顔は医療器具や家庭電化製品を扱う商人で、裏では麻薬や煙草の密輸をやっていた。
アメリカ追放後もレバノンの密輸業者と連絡し、トルコで生産されている非合法アヘンをレバノンでモルヒネに加工させ、トロール船でイタリア沿岸部、または、フランスのマルセイユに運びジアモルヒネに精製させていた。この意味で「1970年代のパレスチナゲリラの分派たちに資金作りの方法を教えた」という評価を受ける。
勿論麻薬に関してはユニオン・コルスが以前より地中海で幅を利かせていたが、アメリカ本土とのコネクションを持ち、イタリアとアメリカの間に麻薬密輸ルートを築き上げ、マフィアの勢力はさらに拡大する結果となった。中継基地のキューバも手中に収めている点で、ルチアーノは間違いなく1950年代の麻薬王となった。この麻薬はマフィアの資金源として彼の権威を絶大なものとした。さらにその資金を、ミラノの弁護士で銀行家のミケーレ・シンドーナを通じてマネーロンダリングさせていた（ロッジP2）。
過去に自伝映画の話が持ち込まれたこともある。報酬は10万ドルと配給収入の一部を受け取る契約であった。ルチアーノはこの申し出を受諾する。しかしアメリカン・マフィアは納得しなかった。マイヤー・ランスキーはルチアーノが事実上オメルタを破ることに激怒したという。それでもルチアーノは映画製作を決心した。
その後もシシリー・マフィアとカモッラとの仲を取り持ったりするなど、常にイタリアとアメリカの犯罪組織に大きな影響を与え続けたが、生きて再びアメリカの土を踏むことは無かった。
1962年1月16日に自伝映画製作者を出迎えるためナポリ空港に出向いたとき、空港で心臓発作を起こし死亡した。アメリカのマフィアは映画製作に反対していたため、ルチアーノの死は暗殺の疑いもある。遺体はニューヨークのセント・ジョーンズ墓地に埋葬された。

## エピソード
- 華奢な体つきで無口な男だった。しかし必要な時には暴力を振るったし、意見を求められれば自分の考え方を話したという。
- バレリーナのイゲア・リッソーニと情を通じて同居生活を送っていたものの、生涯1度も結婚しなかった。また「自分の子供にはギャングとしての人生を歩ませたくはない」と子供をもうけることもなかった。
- 1916年6月26日に麻薬不法所持で逮捕され、このとき入ったハンプトン・フォームス刑務所内で、本名のサルヴァトーレのことをサリーちゃんとからかわれたという。この頃からチャールズ・ルチアーノと名乗るようになったという。
- マッセリアの配下にいたときにマランツァーノがマッセリアを裏切るように誘ってきたがルチアーノは乗らなかった。そのため誘拐され拷問を受けた。1929年10月17日にニューヨークのスタテンアイランドの路上で意識不明で倒れていた。すぐに病院に運ばれ緊急手術を受け奇跡的に助かる。このとき顔を切り裂かれていたため55針を縫ったという。この傷は一生残ることになる。そのため右目蓋がたれている。それでも命は助かったことから「ラッキー・ルチアーノ」というニックネームが付き、仲間からはチャーリー・ラッキーと呼ばれるようになった。
- 1946年にパレルモで大戦中に協力してもらったカロジェロ・ヴィッツィーニと会う、2人は出身の村も近く気が合ったという。彼とはパレルモに菓子会社を共同で作ったりもした。しかし、裏では麻薬密輸も行っていた。
- 1957年10月中旬にパレルモの高級ホテルである「パルメ」で、シシリー・マフィアとアメリカン・マフィアのトップ会議があった。中心メンバーはジョゼフ・ボナンノ、ラッキー・ルチアーノ、ジョゼッペ・ジェンコ・ルッソである。会議の主要テーマは麻薬取引についてで、マルセイユ経由のフレンチ・コネクションに対抗し、シチリアからアメリカ、ヨーロッパへのルートを確立させることだった。そのため、ヘロイン工場がシチリアで多く作られた。オリーブオイルの缶につめられ、年間3トンから4トンにものぼる量がアメリカへ送られたという。
- ナポリでは裕福な実業家として振る舞い、市内に豪華なアパートを2件、別荘を1件持っていた。常に完璧な外見をしており、服から爪先まで手入れを欠かさず、金縁の眼鏡がトレードマークだった。このころのルチアーノを知るトンマーゾ・ブシェッタは「彼は非常に真面目な人物だった。写真では醜男に見えるが、実際は美男子だった。それはその仕草や物腰がどんな時でも格段に際立って見えたからだ」と語っている。
- 晩年にはかつての盟友であるヴィト・ジェノヴェーゼから刺客を送られたという。
- チカーノ・ラップに、ラッキー・ルチアーノというラッパーがいる。また、レゲエ歌手にルチアーノという有名歌手もいる。
- マリオ・ルチアーノなど世界中に末裔を名乗る人物がいるが血縁関係が証明されたことはない。

## 関連作品
- 1972年に製作された映画『バラキ』ではアンジェロ・インファンティがルチアーノを演じた。
- 1973年に製作された映画『コーザ・ノストラ』ではジャン・マリア・ヴォロンテがルチアーノを演じた。
- 1991年に製作された映画『モブスターズ/青春の群像』では主役の青年チャールズ・ルチアーノをクリスチャン・スレーターが演じた。
- 1991年に製作された映画『バグジー』ではビル・グレアムがルチアーノを演じた。
- 1991年に製作された映画『ビリー・バスゲイト』ではスタンリー・トゥッチがルチアーノを演じた。
- 1997年に製作された映画『奴らに深き眠りを』ではアンディ・ガルシアがルチアーノを演じた。
- 1999年に製作されたテレビ映画『ランスキー アメリカが最も恐れた男』ではアンソニー・ラパーリアがルチアーノを演じた。
- 2021年に製作された映画『ギャング・オブ・アメリカ』ではシェーン・マクレーがルチアーノを演じた。